# First Aid to the Injured (film 1912)
First Aid to the Injured è un cortometraggio muto del 1912. Il nome del regista non viene riportato nei credit del documentario, un film prodotto dalla Selig Polyscope.

## Produzione
Il film fu prodotto dalla Selig Polyscope Company.

## Distribuzione
Distribuito dalla General Film Company, il film - un documentario di 100 metri - uscì nelle sale cinematografiche statunitensi il 9 febbraio 1912.